# Freshlyground
Freshlyground (dt. frisch gemahlen) ist eine südafrikanische Band, die im Jahr 2002 in Kapstadt gegründet wurde. Die Bandmitglieder stammen aus Südafrika, Mosambik und Simbabwe. Ihre Musik beinhaltet Elemente afrikanischer Musik wie beispielsweise Kwela sowie Blues, Jazz und Independent.  
2010 steuerte die Gruppe zusammen mit Shakira den offiziellen Song zur Fußball-Weltmeisterschaft 2010 Waka Waka (This Time for Africa) bei. Dieser ist eine Version des Liedes Zangalewa von der kamerunischen Band Golden Sounds, das bereits 1986 veröffentlicht worden war. Das Lied avancierte unter anderem in Deutschland zum Millionenseller und zählt damit zu einem der meistverkauften Singles des Landes.
2019 verließ die Leadsängerin Zolani Mahola die Band, die daraufhin pausierte; als 2024 als neue Leadsängerin Mbali Makhoba zur Band kam, wurde diese wieder aktiv.

## Diskografie
- 2003: Jika Jika
- 2004: Nomvula
- 2007: Ma’ Cheri
- 2010: Waka Waka (This Time for Africa) (Shakira featuring Freshlyground)
- 2010: Radio Africa
- 2011: Hits (Zusammenstellung von elf Titeln aus Jika Jika, Nomvula, Ma’ Cheri, Radio Africa)
- 2012: Take Me to the Dance
- 2013: African Cream
- 2018: Can’t Stop